# Wielki Kanał (Irlandia)
Wielki Kanał (jęz. irl. An Chanáil Mhór) – droga wodna łącząca wschodnie wybrzeże Irlandii z Oceanem Atlantyckim. Planowany pierwotnie jako droga transportowa dla towarów i źródło wody komunalnej dla Dublina w drugiej połowie XX wieku stał się atrakcją turystyczną. Ostatnia barka towarowa przepłynęła nim w roku 1960 i w tymże roku nadzór nad Kanału przeszedł w ręce Biura Robót Publicznych (Office of Public Works).

## Historia

### Zarządzanie i inżynieria
Chociaż koncepcja połączenia Dublina z rzeką Shannon została zaproponowana już w 1715, dopiero w 1757 roku Irlandzki Parlament zdecydował się powierzyć Thomasowi Omerowi sumę £20,000 dla zapoczątkowania budowy kanału. Przed upływem 1763 roku dokończył on budowy 3 śluz i 6 mostów w kierunku Dublina, koncentrując się na problemie dostawy wody z rzeki Morrell w pobliżu Sallins. W tym momencie Corporation of Dublin dostrzegła, że kanał może być użyty do polepszenia zaopatrzenia Dublina w wodę i zdecydowała się dodać pieniądze niezbędne do doprowadzenia kanału do centrum miasta. Do roku 1768 wydano na projekt £77,000 i jeszcze trochę przeznaczono na kontynuację.
Dla zapewnienia Kanałowi przyszłości oraz zmierzenia się z wyzwaniem pokonania przez trasę kanału działu wodnego oraz chronionego terenu bagiennego Bog of Allen, w roku 1772 grupa arystokratów i handlarzy ustanowiła The Grand Canal Company oraz rozpisała pożyczkę publiczną. Nieustanny wzrost kosztów projektu niepokoił zarząd kompanii. Doprowadziło to do zaproszenia w charakterze doradcy do Irlandii na dwa tygodnie znakomitego inżyniera lądowego Johna Smeatona oraz jego asystenta Williama Jessopa. Smeaton zarekomendował okrążenie bagna, ale przy równoczesnym wybudowaniu go w pełnej wysokości - w przeciwieństwie do Omera, którego wysiłki skupiły się na próbach częściowego przedrenowania bagna i budowie w mniejszej wysokości. To posunięcie okazało się być kosztowną pomyłką, chociaż Smeaton także doradzał zmniejszenie wymiarów śluz które wybudował Omer (42 m x 6 m) do 18 m x 4 m, co mogłoby pociągnąć za sobą zauważalne oszczędności w całkowitym koszcie kanału.

### Chronologia głównych wydarzeń
- 1751 : Ustanowiono Komisarzy ds. Żeglugi Śródlądowej
- 1756 : Rozpoczęto pierwsze prace.
- 1763 : Od Clondalkin w kierunku zachodnim przekopano pierwszych 10 mil i zbudowano 3 śluzy.
- 1779 : Od Sallins otwarto dla żeglugi pierwszy odcinek Kanału.
- 1784 : Pierwsze usługi pasażerskie do Robertstown.
- 1789 : Kildare Canal Company zakończyło budowę odgałęzienia Kanału do Naas.
- 1790 : Zakończono budowę okrężnej trasy do Portabello w Dublinie.
- 1791 : Zakończono odcinek od Barrow Line do Athy.
- 1796 : Wybudowano Ringsend Docks.
- 1803 : Ukończono całą planowaną trasę Kanału do rzeki Shannon ale problemy technologiczne (przecieki) opóźniły odbiór techniczny.
- 1804 : Pierwszy statek handlowy przepływa kanał od strony rzeki Shannon.
- 1810 : Odgałęzienie Naas doprowadzono do Corbally.
- 1828 : Odgałęzienie Ballinasloe udostępniono dla żeglugi.
- 1831 : Odgałęzienie Mountmellick udostępniono dla żeglugi.
- 1834 : Rozpoczęto pierwszą ekspresową (fly boat) usługę transportową poczty i łatwo psujących się towarów
- 1835 : Odgałęzienie Kilbeggan udostępniono dla żeglugi.
- 1950 : C.I.E. (Córas Iompair Éireann) przejmuje od Grand Canal Company zarząd Wielkiego Kanału
- 1960 : Ostatnia barka przewozi ładunek Wielkim Kanałem.

### Kanał i piwo
Trzydziestego pierwszego grudnia 1759, Arthur Guinness kupił czteroakrową działkę przy St. James's Gate w centrum Dublina z przeznaczeniem pod browar. Świeżo rozpoczęta budowa Wielkiego Kanału otwierała szerokie perspektywy dla rozwoju tego przedsięwzięcia z uwagi na łatwy i tani dostęp do wody technologicznej, ale nade wszystko dzięki budowie najtańszego i najbardziej niezawodnego w tym czasie medium transportowego zarówno dla surowca, jak i sławnego produktu.

### Katastrofy i wypadki
W grudniu 1792, w Wielkim Kanale miał miejsce poważny wypadek. Pasażerski statek opuścił Dublin kierując się do Athy. Nie bacząc na ostrzeżenia kapitana, że statek może się przewrócić, około 150 osób, wśród których wielu było pijanych wtargnęło na pokład. W pobliżu ósmej śluzy 5 mężczyzn, 4 kobiety i dwójka dzieci utonęło, gdy statek się przewrócił. Pozostałym pasażerom udało się wyratować.
Sobotnim wieczorem, 6 kwietnia 1861 w porcie Portobello, z tramwaju konnego kierowanego przez Patricka Hardy, wypadł do kanału pasażer gdy jeden z koni stanął dęba. Po drewnianych szynach konie zepchnęły pojazd wstecz na most a następnie wraz z nim i 6 pasażerami wpadły do zimnej wody i utonęły. Konduktor zdążył wyskoczyć, a woźnica zostały wyratowany przez przechodzącego w pobliżu policjanta.

### Koszty
Wszystkie prace przeprowadzone w regionie pociągnęły za sobą koszty 877 000 funtów, ale upłynęło kilka lat zanim kanał zaczął przynosić pierwsze zyski. Jednakże nie przeszkodziło to we wcześniejszym, regularnym wypłacaniu dywidend udziałowcom projektu. Przewożony tonaż towarów, który w roku 1780 wyniósł 100 000 ton, podwoił się w roku 1810. Jeszcze przed tą datą dochody z przewozów pasażerskich wzrosły do 90 000 funtów.

### Właściciele
Do roku 1950 własność kanału była przypisana Grand Canal Company. Wówczas to Transport Act, 1950 przekazał Kanał korporacji rządowej Córas Iompair Éireann. Ta sytuacja trwała do roku 1986, gdy Canals Act, 1986 scedował te prawa do Biura Robót Publicznych (Office of Public Works). Na mocy ustaleń Porozumienia wielkopiątkowego (Good Friday Agreement) z roku 1998, w roku 1999 ustanowione zostało ciało wykonawcze Waterways Ireland działające na terenie całej Irlandii i przejmujące odpowiedzialność za większość śródlądowych żeglownych szlaków z Wielkim Kanałem włącznie.

## Warunki korzystania z Wielkiego Kanału
- Obowiązuje ruch prawostronny
- Wymijanie i omijanie po lewej stronie, jeśli pozwala na to bezpieczeństwo żeglugi
- W dokach, portach i komorach śluz nie wolno się kąpać
- Nie wolno cumować do elementów śluz
- Wszystkie jednostki pływające (w tym kajaki nie korzystające ze śluz) muszą otrzymać z Waterways Sevice zgodę na śluzowanie (lock permit)
- Dopuszczalne parametry:
  - Długość całkowita: 18,5 m
  - Szerokość całkowita: 3,9 m
  - Wysokość ponad linię wodną: 2,75 m
  - Zanurzenie: 1,2 m
  - Maksymalna prędkość: 6 km/h

## Administracja Wielkiego Kanału
Waterways Service, 51 St. Stephen's Green, Dublin 2,